# Tijeras (Nouveau-Mexique)
Pour les articles homonymes, voir Tijeras.
Tijeras est un village de l'État américain du Nouveau-Mexique, situé dans le Comté de Bernalillo. Selon le recensement de 2010, sa population est de 541 habitants.